# Tocantinópolis Esporte Clube
Il Tocantinópolis Esporte Clube, noto anche semplicemente come Tocantinópolis, è una società calcistica brasiliana con sede nella città di Tocantinópolis, nello stato del Tocantins.

## Storia
Il club è stato fondato il 1º gennaio 1989. Ha partecipato per la prima volta al Campeonato Brasileiro Série C nel 1997, dove è stato eliminato alla seconda fase della competizione. Il club ha vinto il Campionato Tocantinense nel 1993 e nel 2002. Ha partecipato nel 2000 al Campeonato Brasileiro Série A, chiamato Copa João Havelange in quella stagione, e ha raggiunto il secondo turno del "Modulo Verde". Il club ha partecipato di nuovo al Campeonato Brasileiro Série C nel 2002, dove è stato eliminato alla seconda fase dal Nacional-AM. Il club ha partecipato alla Coppa del Brasile nel 2003, dove è stato eliminato al primo turno dal Vitória. Partecipò nuovamente al Campeonato Brasileiro Série C nel 2005, dove fu eliminato alla prima fase dal Remo.

## Palmarès

### Competizioni statali
- Campionato Tocantinense: 6

1993, 2002, 2015, 2021, 2022, 2023